# Moura
Moura ('mo(ou)ɾɐ) è un comune portoghese di 16 590 abitanti situato nel distretto di Beja.

## Società

### Evoluzione demografica
| Popolazione di Moura (1801 – 2004) | Popolazione di Moura (1801 – 2004) | Popolazione di Moura (1801 – 2004) | Popolazione di Moura (1801 – 2004) | Popolazione di Moura (1801 – 2004) | Popolazione di Moura (1801 – 2004) | Popolazione di Moura (1801 – 2004) | Popolazione di Moura (1801 – 2004) | Popolazione di Moura (1801 – 2004) |
| ---------------------------------- | ---------------------------------- | ---------------------------------- | ---------------------------------- | ---------------------------------- | ---------------------------------- | ---------------------------------- | ---------------------------------- | ---------------------------------- |
| 1801                               | 1849                               | 1900                               | 1930                               | 1960                               | 1981                               | 1991                               | 2001                               | 2004                               |
| 10283                              | 13130                              | 17417                              | 23753                              | 29106                              | 19772                              | 17549                              | 16590                              | 16411                              |

## Freguesias
- Amareleja
- Póvoa de São Miguel
- Safara
- Santo Agostinho
- Santo Aleixo da Restauração
- Santo Amador
- São João Baptista
- Sobral da Adiça